# Doane Harrison
Pour les articles homonymes, voir Harrison.
Doane Harrison est un monteur et producteur américain, né le 19 septembre 1894 à Paw Paw (Michigan), mort le 11 novembre 1968 à Riverside (Californie).

## Biographie
Comme monteur, Doane Harrison débute sur Un fameux journaliste de James W. Horne (avec Richard Talmadge), sorti en 1925. Suivent soixante-dix neuf autres films américains à ce poste (pour la Paramount Pictures majoritairement), le dernier étant Une fille qui promet de Mitchell Leisen (avec Jane Powell et Cliff Robertson), sorti en 1958.
Il achève ainsi avec Leisen une collaboration sur neuf films, entamée à l'occasion de Thirteen Hours by Air (1936, avec Fred MacMurray et Joan Bennett). Citons également La Vie facile (1937, avec Jean Arthur et Edward Arnold), L'Aventure d'une nuit (1940, avec Barbara Stanwyck et Fred MacMurray) et Mon secrétaire travaille la nuit (1942, avec Rosalind Russell et Fred MacMurray).
Cette même année 1942 sort Uniformes et Jupons courts (avec Ginger Rogers et Ray Milland), premier des dix films qu'il monte réalisés par Billy Wilder, le dernier étant Sabrina (1954, avec Audrey Hepburn et Humphrey Bogart). Entretemps, le tandem travaille notamment au montage de Le Poison (1945, avec Ray Milland et Jane Wyman), La Scandaleuse de Berlin (1948, avec Jean Arthur et Marlene Dietrich) et Boulevard du crépuscule (1950, avec William Holden et Gloria Swanson).
Après Sabrina, Billy Wilder associe Doane Harrison à la production de huit autres de ses films, depuis Sept Ans de réflexion (1955, avec Marilyn Monroe et Tom Ewell) jusqu'à La Grande Combine (1966, avec Jack Lemmon et Walter Matthau), en passant entre autres par Certains l'aiment chaud (1959, avec Marilyn Monroe, Tony Curtis et Jack Lemmon).
Hors Leisen et Wilder, comme monteur, mentionnons encore L'Étudiant de Leo McCarey (1929, avec Eddie Quillan et Sally O'Neil), La Légion des damnés de King Vidor (1936, avec Fred MacMurray et Jean Parker), Le Choc des mondes de Rudolph Maté (1951, avec Richard Derr et Barbara Rush) et Porte de Chine de Samuel Fuller (1957, avec Gene Barry et Angie Dickinson).
Durant sa carrière, Doane Harrison obtient trois nominations à l'Oscar du meilleur montage (sans en gagner), pour trois films de Billy Wilder, Les Cinq Secrets du désert (1943, avec Franchot Tone et Anne Baxter), puis Le Poison et Boulevard du crépuscule précités.

## Filmographie

### Comme monteur
Réalisations de Mitchell Leisen
- 1936 : Treize Heures dans l'air (Thirteen Hours by Air)
- 1937 : La Vie facile (Easy Living)
- 1939 : La Baronne de minuit (Midnight)
- 1940 : Éveille-toi mon amour (Arise, my love)
- 1940 : L'Aventure d'une nuit (Remember the Night)
- 1941 : Par la porte d'or (Hold Back the Dawn)
- 1942 : Mon secrétaire travaille la nuit (Take a Letter, Darling)
- 1944 : Une femme sur les bras (Practically Yours)
- 1958 : Une fille qui promet (The Girl Most Likely)

Réalisations de Billy Wilder

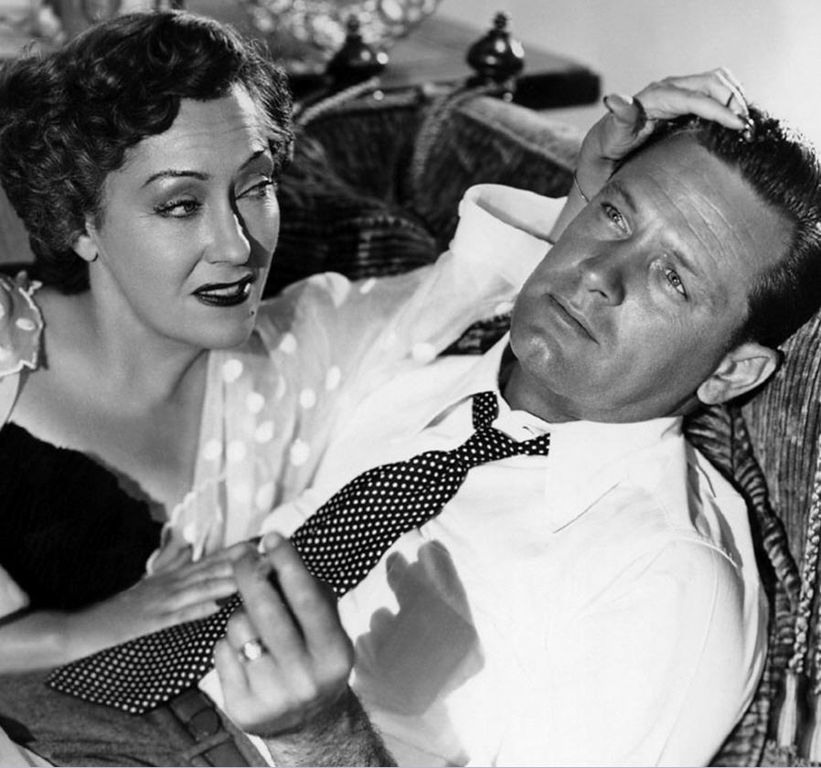
Boulevard du crépuscule (1950), avec Gloria Swanson et William Holden

- 1942 : Uniformes et Jupons courts (The Major and the Minor) de Billy Wilder
- 1943 : Les Cinq Secrets du désert (Five Graves to Cairo)
- 1944 : Assurance sur la mort (Double Indemnity)
- 1945 : Le Poison (The Lost Weekend)
- 1948 : La Scandaleuse de Berlin (A Foreign Affair)
- 1948 : La Valse de l'empereur (The Emperor Waltz)
- 1950 : Boulevard du crépuscule (Sunset Boulevard)
- 1951 : Le Gouffre aux chimères (Ace in the Hole)
- 1953 : Stalag 17
- 1954 : Sabrina

Autres réalisateurs (sélection)

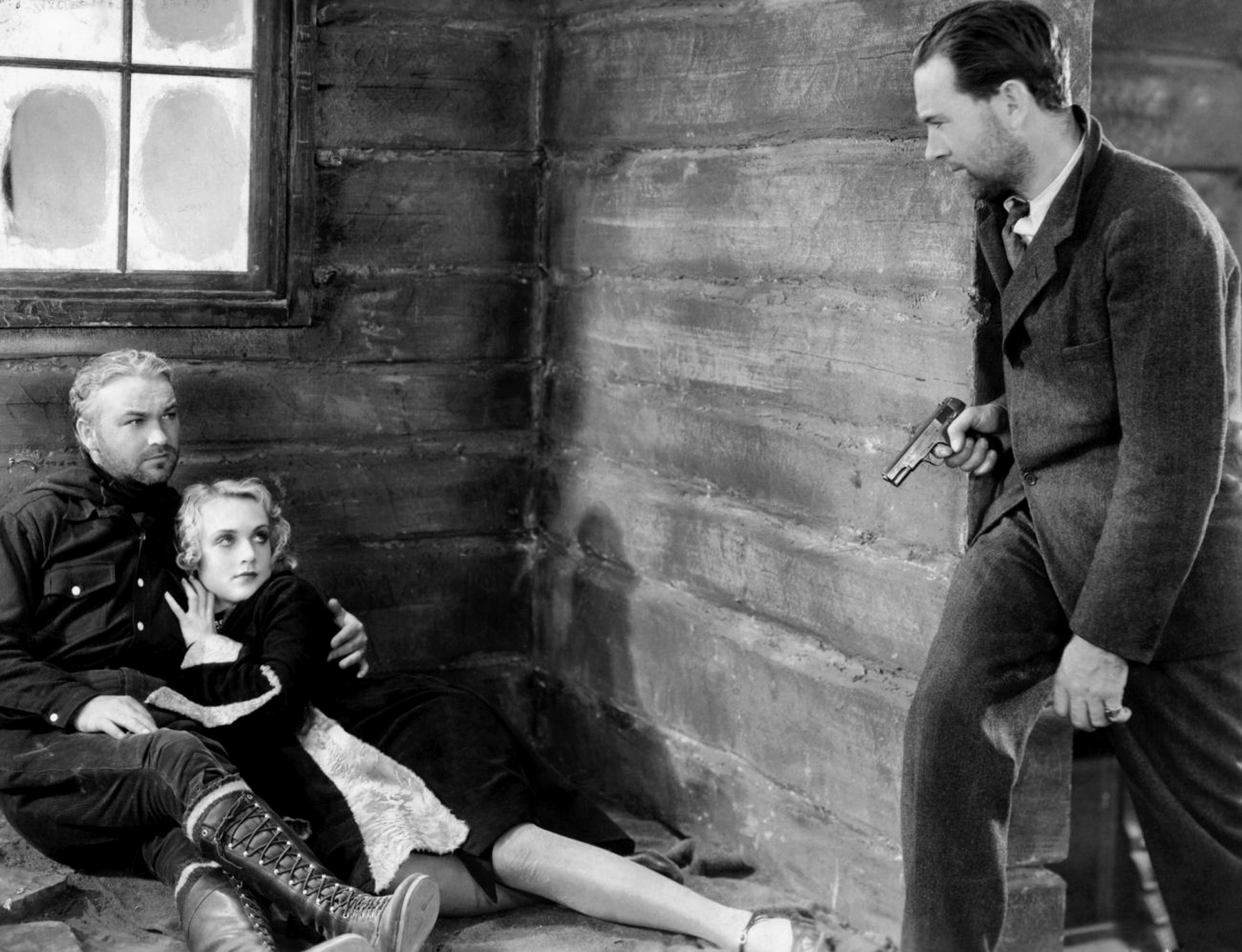
High Voltage (1929), avec William Boyd, Carole Lombard et Owen Moore (de g. à d.)

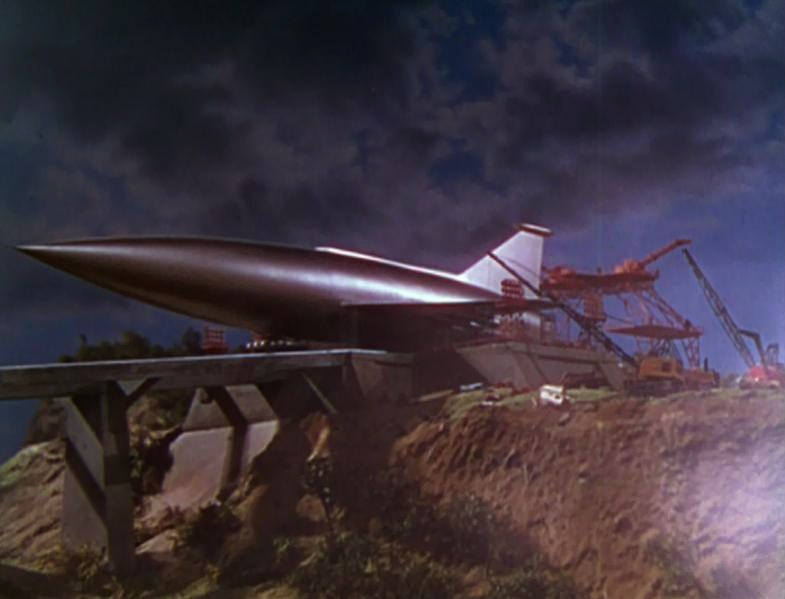
Le Choc des mondes (1951)

- 1925 : Un fameux journaliste (Youth and Adventure) de James W. Horne
- 1925 : L'Indomptable Diavolo (The Fighting Demon) d'Arthur Rosson
- 1926 : Diavolo policier (The Night Patrol) de Noel M. Smith
- 1928 : Power d'Howard Higgin
- 1928 : Une aventure à la Zorro (The Cavalier) d'Irvin Willat
- 1928 : Tragédie Foraine (The Spieler) de Tay Garnett
- 1929 : L'Étudiant (The Somophore) de Leo McCarey
- 1929 : The Racketeer d'Howard Higgin
- 1929 : Big News de Gregory La Cava
- 1929 : High Voltage d'Howard Higgin
- 1935 : Soir de gloire (Annapolis Farewell) d'Alexander Hall
- 1936 : La Légion des damnés (The Texas Rangers) de King Vidor
- 1937 : La Loi du milieu (Internes Can't Take Money) d'Alfred Santell
- 1937 : Romance burlesque (Thrill of a Lifetime) de George Archainbaud
- 1938 : Paradis volé (Stolen Heaven) d'Andrew L. Stone
- 1940 : Le Gant d'or (Golden Gloves) d'Edward Dmytryk
- 1940 : Dancing on a Dime de Joseph Santley
- 1942 : Mabok, l'éléphant du diable (Beyond the Blue Horizon) d'Alfred Santell
- 1943 : La Boule de cristal (The Crystal Ball) d'Elliott Nugent
- 1944 : La Falaise mystérieuse (The Uninvited) de Lewis Allen
- 1945 : L'Invisible Meurtrier (The Unseen) de Lewis Allen
- 1949 : Le Démon du logis (Dear Wife), de William D. Russell
- 1950 : Marqué au fer (Branded) de Rudolph Maté
- 1951 : Le Choc des mondes (When Worlds Collide) de Rudolph Maté
- 1952 : Pour vous, mon amour (Just for You) d'Elliott Nugent
- 1952 : Tonnerre sur le temple (Thunder in the East) de Charles Vidor
- 1953 : Cette mer qui nous entoure (The Sea Around Us) d'Irwin Allen (documentaire)
- 1954 : L'Éternel féminin (Forever Female) d'Irving Rapper
- 1957 : Porte de Chine (China Gate)

### Producteur associé
Réalisations de Billy Wilder

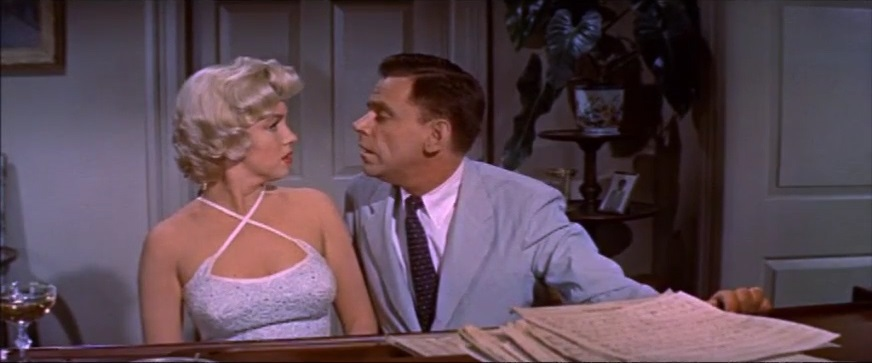
Sept Ans de réflexion (1955), avec Marilyn Monroe et Tom Ewell

- 1955 : Sept Ans de réflexion (The Seven Year Itch)
- 1957 : Ariane (Love in the Afternoon)
- 1959 : Certains l'aiment chaud (Some Like It Hot)
- 1960 : La Garçonnière (The Apartment)
- 1961 : Un, deux, trois (One, Two, Three)
- 1963 : Irma la Douce (titre original)
- 1964 : Embrasse-moi, idiot (Kiss Me, Stupid)
- 1966 : La Grande Combine (The Fortune Cookie)

## Distinctions
- Trois nominations à l'Oscar du meilleur montage :
  - En 1944, pour Les Cinq Secrets du désert ;
  - En 1946, pour Le Poison ;
  - Et en 1951, pour Boulevard du crépuscule.